# Begonia triramosa
Begonia triramosa é uma espécie de Begonia, nativa do Equador.